# شوارتسهولتس
شوارتسهولتس (به آلمانی: Schwarzholz) یک منطقهٔ مسکونی در آلمان است که در هوهنبرگ-کروزمارک واقع شده‌است. شوارتسهولتس ۲۳۲ نفر جمعیت دارد.